# Šepšin
Šepšin es una población rural de la municipalidad de Mladenovac, en el distrito de Belgrado, Serbia.

## Superficie
Posee una superficie de 12,44 kilómetros cuadrados.

## Demografía
Hasta 2011 la población era de  habitantes, con una densidad de población de 59,18 habitantes por kilómetro cuadrado.